# Rosenauer (planetka)
(85389) Rosenauer je asteroid hlavního pásu planetek, obíhající Slunce mezi drahami Marsu a Jupiteru, který byl objeven českými astronomy Janou Tichou a Milošem Tichým na hvězdárně Kleť 22. srpna 1996. Centrem pro sledování planetek byl předběžně označen jako 1996 QE1. Je řazen k široké skupině označované jako 9105 MB-middle, s asteroidy spektrálního typu S a C s velkou polosou mezi 2,6 a 2,7 au a průměrným albedem 0,1. Své definitivní pořadové číslo (85389) získal asteroid po výpočtu jeho dráhy 30. srpna 2004, pojmenování po Josefu Rosenauerovi, který na Šumavě vyprojektoval Schwarzenberský plavební kanál spojující povodí Vltavy a Dunaje, bylo poprvé zveřejněno 25. ledna 2005 v Minor Planet Circulars.

## Oběžná dráha a fyzické vlastnosti
(85389) Rosenauer je řazen k asteroidům spektrální třídy C, který oběhne Slunce ve vzdálenosti od 2,3248 do 2,9930 au jednou za 1 583,66 dní (více než 4,33 roky). Jeho eliptická oběžná dráha s velkou poloosou 2,6589 au má excentricitu přibližně 0,1256 a inklinaci 3,4837° vůči ekliptice se středním denním pohybem o 0,2273°. Z dosavadních poznatků jsou konkrétnější pouze údaje k absolutní magnitudě asteroidu, pohybující se mezi 15,97
 a 16,22 mag.

## Pozorování asteroidu
Paralelně s kleťskou observatoří byly pozice asteroidu měřeny v srpnu 1996 i z Evropské jižní observatoře La Silla v Chile. Od té doby byl asteroid pozorován více než 990 krát z 19 pozic, z toho 13 krát z kleťské hvězdárny.